# Nothofagus alessandri
Nothofagus alessandrii (лат.) — древесное растение, вид подрода Fucospora рода Нотофагус монотипного семейства нотофаговых (Nothofagaceae).
Эндемик Чили. Находится под охраной в Национальном заповеднике Лос-Руилес.
Лиственное листопадное дерево с прямым стволом, покрытым корой серого цвета, высота которого может достигать 30 метров. Его листья имеют яйцевидную, овально-сердцевидную или ланцетную форму, с заметными жилками и зубчатыми краями. Зеленоватые цветы однополые и неприметные.